# Nicho de mercado
Un nicho de mercado es un término de mercadotecnia utilizado para referirse a una porción de un segmento de mercado en la que los individuos poseen características y necesidades homogéneas, y estas últimas no están del todo cubiertas por la oferta general del mercado.
Los nicho de mercado están fundamentados en reconocer en la segmentación una nueva oportunidad de negocio surgida de necesidades insatisfechas para luego ser explotadas económicamente por una empresa, pero también puede ser porque no hay suficientes empresas para abastecer esa necesidad. En cuanto a un nicho de mercado debemos entender ciertas cosas básicas para poder tener una actividad fructífera, una de esas es que este debe ser lo suficientemente amplio para derivar un negocio de él, y otro aspecto a tener en cuenta es que debemos saber si existe algo de competencia, esta última no es necesariamente algo negativo ya que sabremos que ya existe un público y por lo tanto una demanda.

## Características de los nichos del mercado
En general, un nicho de mercado presenta las siguientes características: 
- Es un grupo pequeño: La componen personas, empresas u organizaciones en una cantidad reducida (comparándola con el segmento de mercado al que pertenece).
- Tienen necesidades o deseos específicos y parecidos: Por lo general, consisten en necesidades o deseos muy particulares, y que además, tienen su grado de complejidad; por lo cual, este grupo está dispuesto a pagar un “extra” para adquirir el producto o servicio que cumpla con sus expectativas.
- Existe la voluntad para satisfacer sus necesidades o deseos: Es decir, presentan una “buena predisposición” por adquirir un producto o servicio que satisfaga sus expectativas, y en el caso de las empresas u organizaciones, tienen la “capacidad de tomar decisiones de compra”
- Existe la capacidad económica: Cada componente del “nicho de mercado” tiene la suficiente capacidad económica que le permite incurrir en los gastos necesarios para obtener el satisfactor de su necesidad o deseo. Incluso, están dispuestos a pagar un monto adicional por lograr una mejor satisfacción.
- Requiere operaciones especializadas: Al existir necesidades o deseos con características específicas e incluso complejas, el nicho de mercado requiere de proveedores especializados y capaces de cubrir sus expectativas.
- Existen muy pocas o ninguna empresa proveedora: En aquellos nichos de mercado donde las particularidades y la complejidad de sus necesidades o deseos requieren de una alta especialización, es normal que no existan más de una o dos empresas proveedoras, incluso puede darse que no exista ninguna.
- Tiene tamaño suficiente como para generar utilidades: Según el Prof. Phillip Kotler, un nicho de mercado ideal es aquel que tiene el tamaño necesario como para ser rentable.

## Ejemplos de nichos
- Dentro del mercado de alimentos: Alimentos inorgánicos
- Dentro de mercado de la información: Blogs y revistas especializadas.
- Dentro de mercado del entretenimiento: Obras de teatro, conciertos.
- Dentro de mercado de la ingeniería: Asesoría, insumos, comercio.
- Dentro de mercado de la escritura: Máquinas de escribir mecánicas.
- Dentro del mercado de videojuegos: Videojuegos japoneses con una estética de anime